# Petrus Massemin
Petrus Massemin (Brugge, 1664 - 26 mei 1742) was een Zuid-Nederlands rooms-katholiek priester en bekende predikant.

## Levensloop
Massemin volgde middelbaar onderwijs bij de jezuïeten in Brugge. Hij studeerde filosofie en theologie aan de Universiteit Leuven en werd er priester gewijd.
- In 1690 werd hij pastoor en deken van Damme.
- In 1710 werd hij pastoor in Dudzele.
- In 1712 werd hij pastoor van de 'zilveren portie' in de Onze-Lieve-Vrouwekerk in Brugge.
- In 1719 werd hij deken van het district Damme.
- In 1722 werd hem de theologale prebende van de Sint-Donaaskerk toegekend.
- Hij was ook leraar in de Heilige Schrift aan het seminarie.
- In 1731 werd hij benoemd tot kanunnik in het Sint-Donaaskapittel. Hij werd ook aartsdiaken, synodaal examinator en kerkelijk rechter.
- Begin 1742 werd hij vicaris-kapitularis na het overlijden van bisschop Van Susteren en overleed in deze functie.

Massemin genoot grote populariteit als predikant, zodanig dat zijn preken meer dan twintig jaar na zijn dood in talrijke boekdelen gepubliceerd werden.
Bisschop Hendrik Jozef van Susteren deed op hem beroep om hem te helpen in het wegwerken van sommige uitwassen in de geloofsbeleving.
Maria van Westvelt, douairière van Frans van Beversluys, vertrouwde aan Massemin de opdracht toe om haar schenking van een rijke zonnemonstrans (bekend als "de Katte van Beversluys") te doen uitvoeren.

## Publicaties
- Sermoenen van den seer eerw. heer Petrus Massemin, Brugge, Joseph Van Praet, 1765, 10 delen.